# رودوتورولیک اسید
رودوتورولیک اسید (به انگلیسی: Rhodotorulic acid) با فرمول شیمیایی C14H24N4O6 یک ترکیب شیمیایی با شناسه پاب‌کم 29337 است. که جرم مولی آن ۳۴۴٫۳۶ گرم بر مول می‌باشد. 